# 李政烋
李 政烋（イ・ジョンヒュ、朝鮮語: 이정휴、1918年6月1日 - 1996年9月6日または1999年9月6日）は、大韓民国の実業家、政治家。第3・4代韓国国会議員。
漢字表記は李正烋とも。号は鳳剛（ポンガン、봉강）。

## 経歴
日本統治時代の全羅南道光山郡（現・光州広域市）出身。法政大学専門部法科卒。大韓青年団全羅南道組織部長・総務部長、国民会光山郡支部長・光山郡支部委員長、光州産業株式会社常務取締役、自由党光山甲区党委員長・中央委員、国会国防分科委員を務めた。
1996年9月6日に死去。享年78。

## 不祥事
1955年11月の第3代国会議員在任中、同年春に10万ファンの無取引小切手を発行した疑いで「詐欺罪」の被告として告訴された。
1960年、58年と59年に国会議員の身分で圧力をかけて、陸軍参謀総長の白善燁と宋堯讃から軍用のジープ車2台を借りたが返納せず、事実上強奪したことが発覚した。